# Titularbistum Cynopolis in Arcadia
Cynopolis in Arcadia (italienisch: Cinopoli di Arcadia) ist ein Titularbistum der römisch-katholischen Kirche. 
Es geht zurück auf ein untergegangenes Bistum der antiken Stadt Kynopolis in Oberägypten, das der Kirchenprovinz Oxyrhynchos angehörte.
| Titularbischöfe von Cynopolis in Arcadia |                                            |                                                    |                   |                 |
| Nr.                                      | Name                                       | Amt                                                | von               | bis             |
| 1                                        | Robert Dobson                              | Weihbischof in Liverpool (Großbritannien)          | 22. August 1922   | 6. Januar 1942  |
| 2                                        | Ángel María Ocampo Berrio SJ               | Koadjutorbischof von Socorro y San Gil (Kolumbien) | 23. Juni 1942     | 19. Juli 1947   |
| 3                                        | Joseph Ciamgioenpuo (Joseph Chang Yuin-po) | emeritierter Bischof von Süanhwa (Republik China)  | 20. November 1947 | 10. August 1949 |
| 4                                        | Jean-Marcel Rodié                          | emeritierter Bischof von Agen (Frankreich)         | 15. Februar 1956  | 10. April 1968  |